# سیارک ۶۰۷۲
سیارک ۶۰۷۲ (به انگلیسی: 6072 Hooghoudt، نامگذاری:1280T-1) شش هزار و هفتاد و دومین سیارک کشف شده‌است که در ۲۵ مارس ۱۹۷۱ کشف شد.
قدر مطلق سیارک برابر ۱۲٫۰۰ است.